# Marguerite Kirmse
Marguerite Louisa Kirmse (14 de dezembro de 1885 - 1954) foi uma artista britânico que emigrou para os Estados Unidos. Ela especializou-se em desenhos, como gravuras de cães.

## Biografia
Marguerite nasceu em Bournemouth, a segunda filha de Richard e Lea Kirmse, respectivamente de origem alemã e suíça. Ela foi a irmã mais nova da artista Pérside Kirmse, também especializada em cães e gatos.
Marguerite primeiro recebeu formação comoharpista na Royal Academy of Music, mas passou a maior parte de seu tempo livre desenhando animais. Ela foi para os Estados Unidos em 1910, de férias com os amigos, mas ficou lá. Ela não foi bem-sucedida em fazer avançar a sua carreira musical e centrou sua atenção cada vez mais em seus desenhos. Em especial, realizou viagens ao Jardim Zoológico do Bronx para trabalhar sua técnica.
Em 1921 começou a produzir gravuras de cães, pelos quais se tornou conhecida. Ela publicou Dogs (1930) e Dogs in the Field (1935) e produziu outras obras ilustradas.
Em 1924 casou-se com George C. Cole, com quem ela se tornou proprietária de canis em Connecticut.

## Galeria

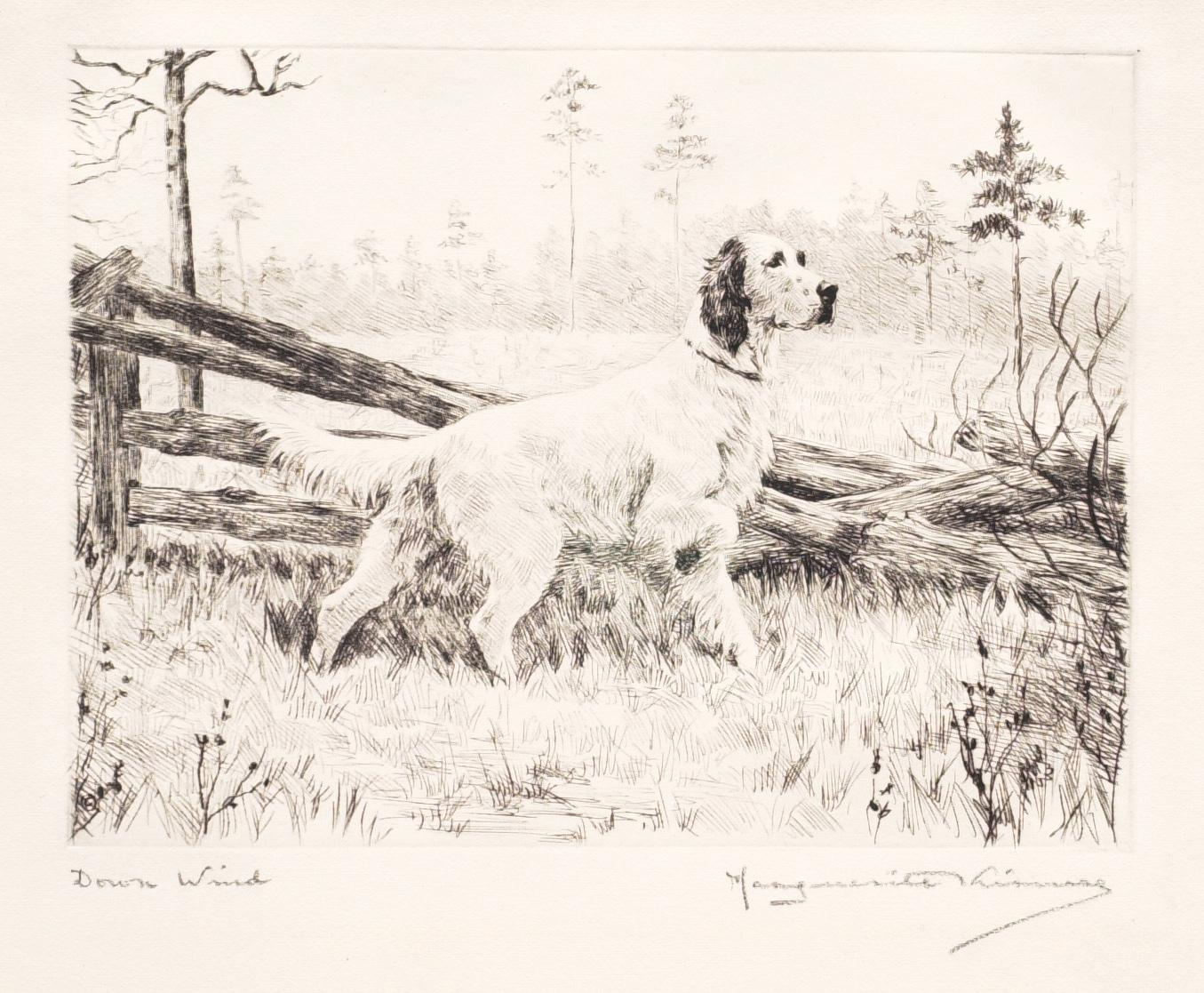
Down Wind. Sterling and Francine Clark Art Institute, em Williamstown, Massachusetts, EUA.

## Leitura complementar
- Jim Gawler. Persis Kirmse, her parents and sisters. [S.l.: s.n.]